# Nuku Hiva (comune)
Il comune di Nuku Hiva si trova nella Polinesia francese nelle Isole Marchesi ed è composto da tre comuni associati:
- Hatiheu (348 ab.)
- Taiohae (1 927 ab.)
- Taipivai (385 ab.)

Il comune è composto dalle seguenti isole:
- Nuku Hiva, la più estesa
- Hatutu
- Motu One
- Motu Iti

Con i suoi 387,8 km² è il comune della Polinesia Francese con la maggiore estensione.